# Kaohsiungs hamn

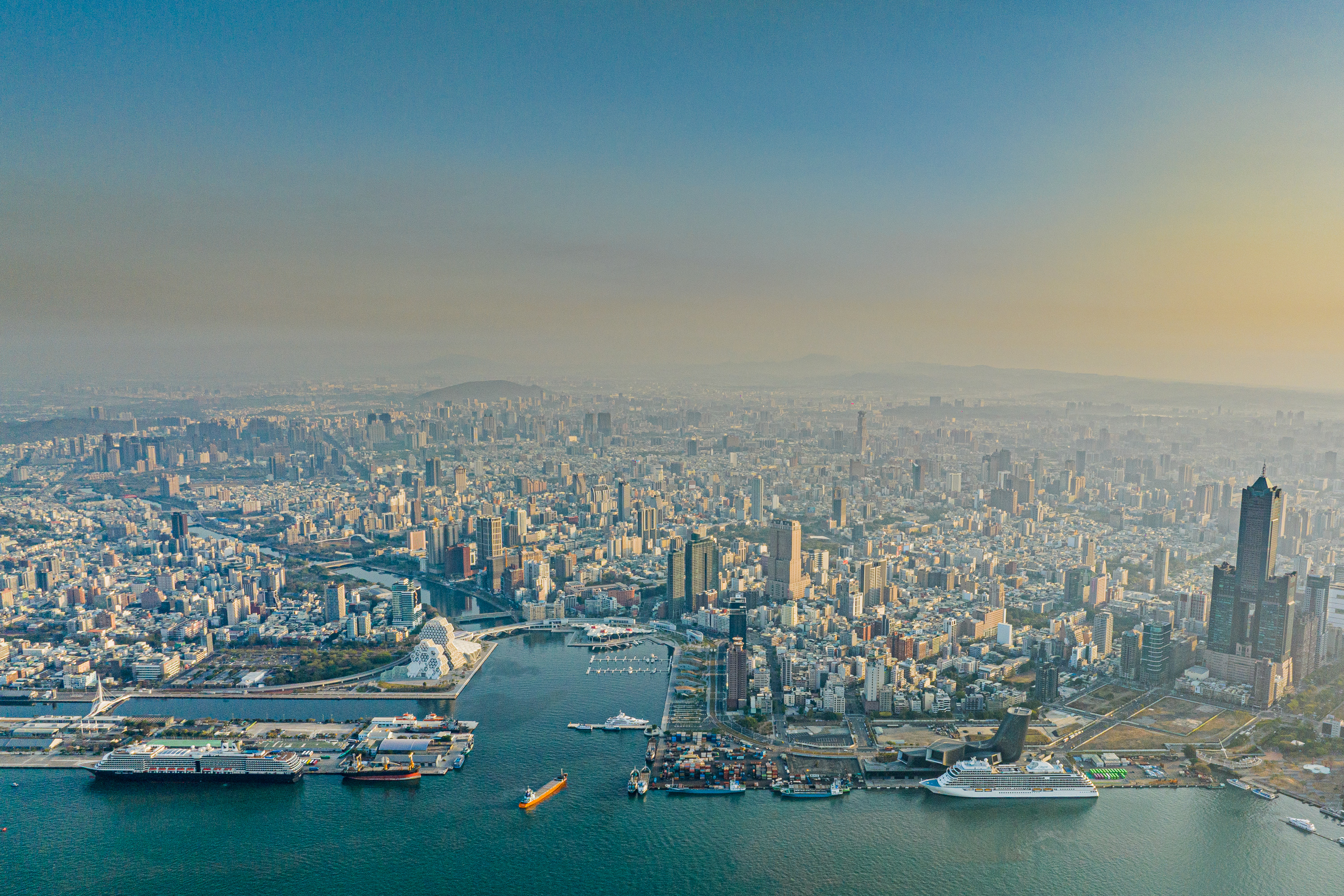
Kaohsiungs hamn

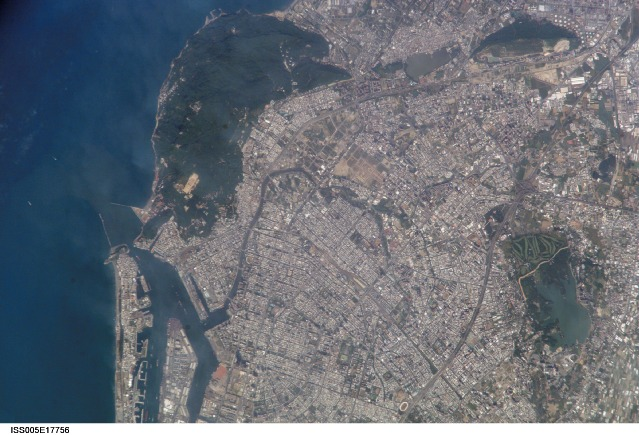
Första inloppet

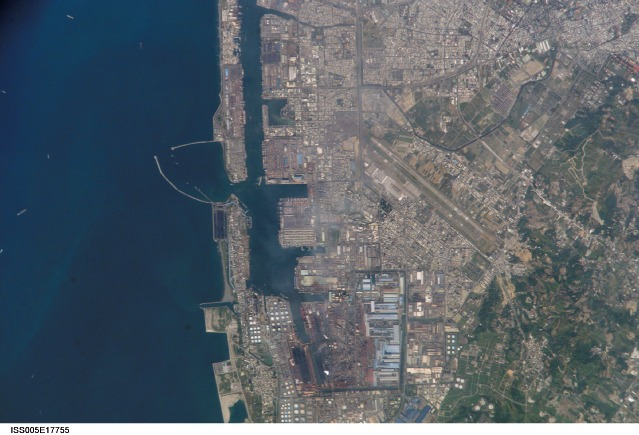
Andra inloppet

Kaohsiungs hamn (kinesiska: 高雄港?, pinyin: Gāoxióng gǎng; taiwanesiska: Ko-hiông ~) är den största hamnen i Taiwan (Republiken Kina). Hamnen tog 2007 emot omkring 10 miljoner TEU-last. Hamnen ligger i södra Taiwan, intill staden Kaohsiung, omgiven av stadsdistrikten Gushan, Yancheng, Lingya, Cianjhen, Siaogang och Cijin. Den administreras av Kaohsiungs hamnbyrå, en avdelning inom Taiwans transport- och kommunikationsministrium av Executive Yuan, Taiwans centralregering.

## Historia
Hamnen var en naturlig lagun innan den utvecklades till en modern hamn. Under 1500-talet hade några byar bildats runt nuvarande Kaohsiungs havsstrand, som kallades "Takau" av lokalbefolkningen. Kolonisatörer från Holländska Ostindiska Kompaniet anlände till Takau under 1620-talet och började utveckla lagunen. Hamnen, som kallades "Takaus hamn" (打狗港), växte sakta under den nederländska tiden, Koxinga-epoken och den tidiga Qingdynastin.
1858 hade Qingdynastin förlorat andra opiumkriget mot Frankrike och Storbritannien och skrev på Tianjinfördraget. Enligt avtalen bads Qingregeringen att öppna fem av Taiwans hamnar för utländsk handel. Som en av de fem hamnarna öppnades Takao hamn officiellt för västerländsk handel 1864. Senare förlorade Qingregeringen Taiwan till Japan 1895, efter nederlag i första sino-japanska kriget.
Under de tidiga åren med japanskt styre beslutade den koloniala regeringen att genomföra stora projekt med avsikt att utveckla hamnen till en modern hamn. Japanerna byggde upp hamnen i tre etapper, den första stod klar 1908, den andra 1912 och bygget av den tredje stannade halvvägs när andra världskriget började. Under andra världskriget bombades hamnen av de allierade.  
Efter kriget återupptog Republiken Kinas regering utvecklingen av hamnen. Den "andra hamnen" byggdes 1975 genom att ta bort landbryggan mellan Siaogang och Cijin.

## Galleri

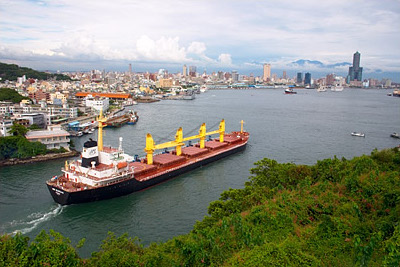
En båt passerar genom den första hamnen.
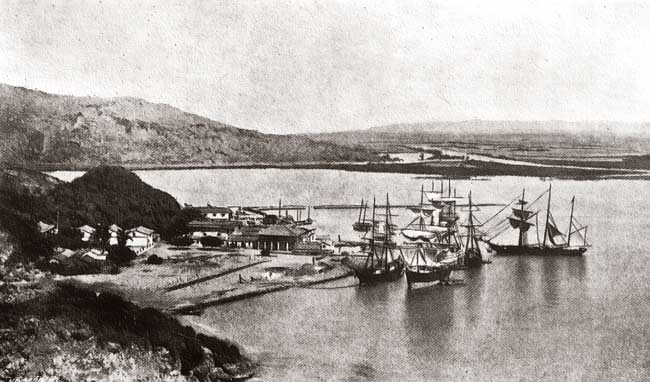
Takaus hamn, 1897.
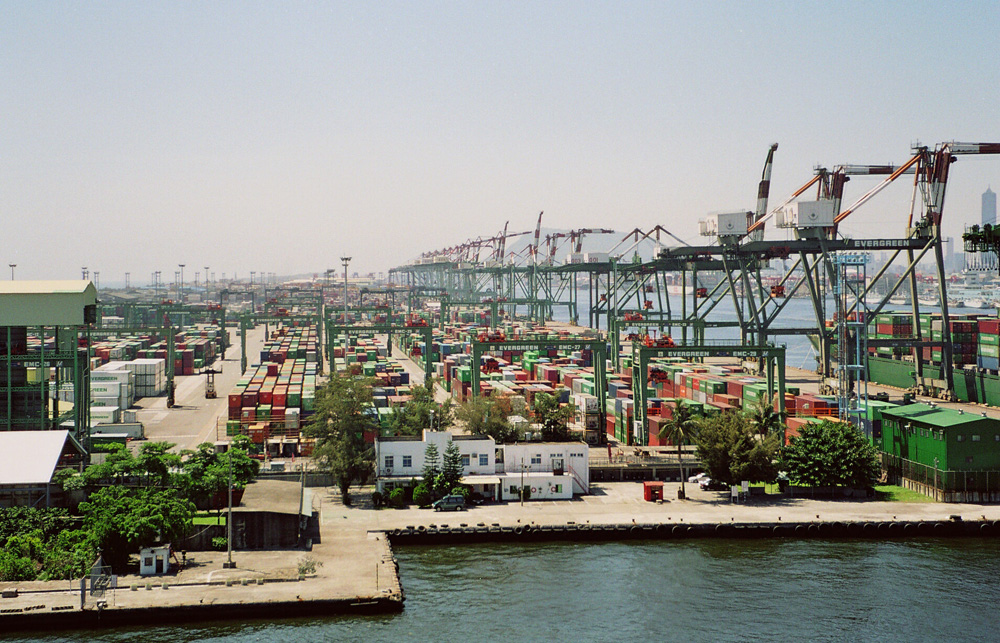
Containerterminal.
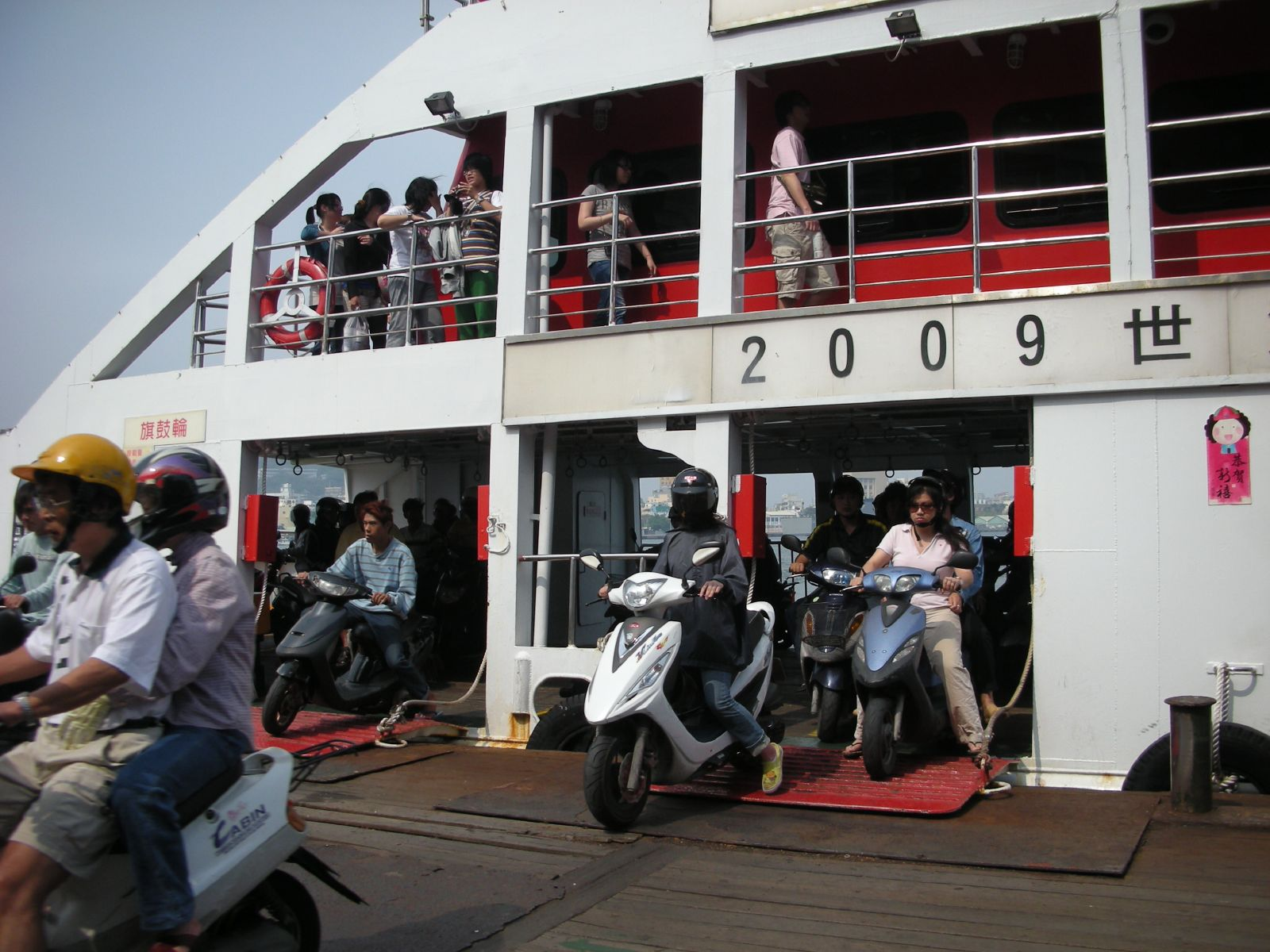
En färjebåt.